# Assicurazioni Generali

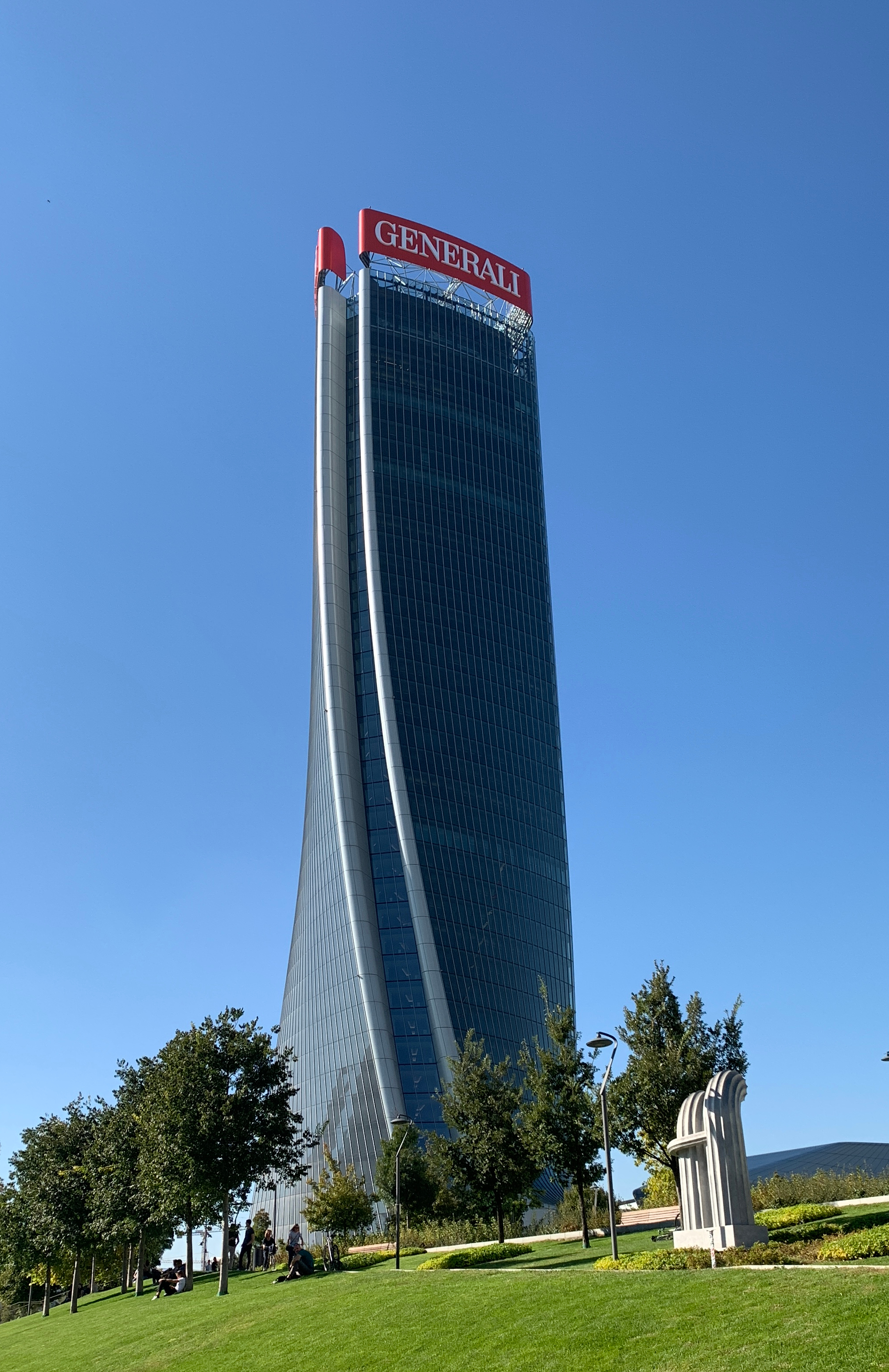
Torre Generali in Milaan

Assicurazioni Generali S.p.A. of Generali Group is een Italiaanse verzekeraar. De organisatie wordt meestal aangeduid als Generali. Het is opgericht in 1831 en is daarmee een van de oudste verzekeraars ter wereld. Het hoofdkantoor staat in Triëst. Het biedt een breed pakket van verzekeringen aan, maar levensverzekeringen zijn veruit het meest belangrijk en de overige verzekeringen maken een derde van de totale premie-inkomsten uit.

## Activiteiten
Generali is een van de grootste verzekeraars ter wereld en is actief in meer dan 50 landen. Generali had in 2024 bruto premie-inkomsten van meer dan 95 miljard euro, waarvan 61 miljard afkomstig van levensverzekeringen en 34 miljard van ziekte- en schadeverzekeringen. Het zwaartepunt van de activiteiten ligt in West-Europa en de drie grootste landen waarin het bedrijf actief is zijn Italië, Frankrijk en Duitsland. Generali heeft ook belangen in Midden- en Oost-Europa en Azië. Per eind 2024 had het een beheerd vermogen van 863 miljard euro. Het heeft verder een meerderheidsbelang van 51% in het eveneens beursgenoteerde Banca Generali.
De aandelen staan genoteerd op de Borsa Italiana en Generali maakt deel uit van de FTSE MIB aandelenindex. De grootste aandeelhouder is de Italiaanse investeringsbank Mediobanca die een belang van 13% in het bedrijf heeft.

## Geschiedenis
Het bedrijf is opgericht in 1831 in de belangrijke handelsstad Triëst. Giuseppe Lazzaro Morpurgo speelde een belangrijke rol bij de start. Het kreeg de naam Assicurazioni Generali Austro - Italiche want Triëst maakte toen nog onderdeel uit van Oostenrijk-Hongarije. Het was in die tijd gepast om een logo te gebruiken naar het wapen van de stad of de staat, maar  In het eerste decennium na de oprichtingen werden kantoren geopend in diverse Italiaanse staten en in de grote Europese havens. In 1848 werd de bedrijfsnaam gewijzigd in Assicurazioni Generali en het logo veranderde van een kroon in de gevleugelde leeuw van Venetië. In 1857 kreeg het al een beursnotering. Na de Eerste Wereldoorlog kwam Triëst in Italiaanse handen en werd Generali dan ook een Italiaans bedrijf.
In 1933 kocht Generali een belang van 75% in NV Algemeene Verzekerings Maatschappij De Nederlanden. De Nederlanden was reeds in 1870 opgericht en de diensten worden nu aangeboden onder de naam Generali Nederland. Na de Tweede Wereldoorlog werden de bedrijfsonderdelen achter het IJzeren Gordijn genationaliseerd, pas in 1984 werd weer een vestiging geopend in het Hongaarse Boedapest. Generali breidde de activiteiten uit naar Noord- en Zuid-Amerika en de jaren 1960 werden gekenmerkt door een hoge groei van de activiteiten en premie-inkomsten.
In 1998 werd Assurances Générales de France (AGF) een overnamedoel van Allianz en Generali. Beide wilden de Franse verzekeraar overnemen. De twee besloten niet tegen elkaar op te bieden en sloten een overeenkomst. AGF, Münchener Rück en Dresdner Bank verkochten hun aandelen in Aachener und Münchener Beteiligungs-Aktiengesellschaft (AMB) en Generali kreeg daarmee een meerderheidsbelang in de Duitse verzekeraar. Allianz nam AGF over. In 1988 werd Banca Generali opgericht voor de vermogensbeheeractiviteiten van de groep.
Begin september 2017 werd bekend dat ASR Nederland het bedrijfsonderdeel Generali Nederland gaat overnemen voor 143 miljoen euro. Een halfjaar later werd de Belgische verzekeringsdochter voor ongeveer 540 miljoen euro verkocht aan Athora Holding uit Bermuda. Generali België telt 430 medewerkers en zo’n 420.000 klanten met levens- en schadeverzekeringen en pensioen- en beleggingsproducten. De bruto premieomzet bedroeg zo'n 640 miljoen euro in 2017. In februari 2018 werd de overname afgerond.

## Trivia
Op 1 november 1907 trad Franz Kafka in dienst bij Generali, maar al na negen maanden nam hij op 15 juli 1908 zijn ontslag.
AB Inbev ·
ADP ·
Adyen ·
Ahold Delhaize ·
AIB ·
Air Liquide ·
Airbus ·
Aker BP ·
AkzoNobel ·
Alstom ·
ArcelorMittal ·
Argenx ·
ASMI ·
ASML ·
AXA ·
Bank of Ireland ·
BioMérieux ·
BNP Paribas ·
Bouygues ·
Bureau Veritas ·
Campari ·
Capgemini ·
Carrefour ·
Crédit Agricole ·
D'Ieteren ·
Danone ·
Dassault Systèmes ·
DNB ·
DSM-Firmenich ·
Edenred ·
EDP ·
Eiffage ·
Enel ·
ENGIE ·
Eni ·
Equinor ·
EssilorLuxottica ·
Eurofins Scientific ·
Ferrari ·
Galp Energia ·
GBL ·
Generali ·
Heineken ·
ING ·
Intesa Sanpaolo ·
INWIT ·
Ipsen ·
J. Martins ·
KBC ·
Kering ·
Kerry ·
Kingspan ·
KPN ·
Legrand ·
Mediobanca ·
Michelin ·
Moncler ·
Mowi ·
NN Group ·
Norsk Hydro ·
Orange ·
Pernod Ricard ·
Philips ·
Pluxee ·
Poste Italiane ·
Prosus ·
Prysmian ·
Publicis ·
Randstad ·
Recordati ·
Renault ·
Ryanair ·
Safran ·
Saint-Gobain ·
Sanofi ·
Schneider Electric ·
Shell ·
Smurfit Kappa ·
Snam ·
Société Générale ·
Sodexo ·
Solvay ·
Stellantis ·
STMicroelectronics ·
Syensqo ·
Telenor ·
Teleperformance ·
Tenaris ·
Terna ·
Thales ·
TotalEnergies ·
UCB ·
UMG ·
UniCredit ·
Veolia Environnement ·
VINCI ·
Vivendi ·
Wolters Kluwer ·
Worldline ·
Yara